# Nogometni Klub Osijek 2019-2020
Questa voce raccoglie le informazioni riguardanti il Nogometni Klub Osijek nelle competizioni ufficiali della stagione 2019-2020.

## Rosa
| N. |                     | Ruolo | Calciatore          |
| -- | ------------------- | ----- | ------------------- |
| 1  | Croazia (bandiera)  | P     | Ivica Ivušić        |
| 2  | Brasile (bandiera)  | D     | Igor Silva          |
| 4  | Brasile (bandiera)  | D     | Gutieri Tomelin     |
| 5  | Ungheria (bandiera) | C     | László Kleinheisler |
| 6  | Croazia (bandiera)  | D     | Ante Majstorović    |
| 7  | Croazia (bandiera)  | C     | Vedran Jugović      |
| 8  | Croazia (bandiera)  | C     | Karlo Kamenar       |
| 9  | Croazia (bandiera)  | A     | Antonio Mance       |
| 10 | Ucraina (bandiera)  | C     | Dmytro L'opa        |
| 11 | Albania (bandiera)  | A     | Eros Grezda         |
| 12 | Croazia (bandiera)  | C     | Petar Bočkaj        |
| 13 | Croazia (bandiera)  | P     | Marko Malenica      |

| N. |                           | Ruolo | Calciatore                   |
| -- | ------------------------- | ----- | ---------------------------- |
| 14 | Croazia (bandiera)        | A     | Josip Špoljarić              |
| 17 | Croazia (bandiera)        | D     | Tomislav Šorša               |
| 18 | Brasile (bandiera)        | D     | Talys Alves Pereira Oliveira |
| 19 | Croazia (bandiera)        | C     | Mihael Žaper                 |
| 21 | Croazia (bandiera)        | D     | Mile Škorić                  |
| 22 | Croazia (bandiera)        | D     | Danijel Lončar               |
| 23 | Croazia (bandiera)        | D     | Alen Grgić                   |
| 24 | Croazia (bandiera)        | A     | Mirko Marić                  |
| 25 | Croazia (bandiera)        | C     | Marin Pilj                   |
| 27 | Niger (bandiera)          | A     | Jerry Mbakogu                |
| 33 | Rep. del Congo (bandiera) | C     | Merveil Ndockyt              |

## Risultati

### Prva HNL
| Arbitro: | Fran Jović |

|                     |           |  |
| Mance 43’ Marić 86’ | Marcatori |  |

| Arbitro: | Ivan Vučković |

|                          |           |           |
| Ndiaye 35’, 75’ Miya 53’ | Marcatori | 90’ Marić |

| Arbitro: | Marin Vidulin |

|                                       |           |              |
| Bočkaj 68’ Kleinheisler 69’ Mance 75’ | Marcatori | 20’ Serderov |

| Osijek 9 agosto 2019, ore 20:00 4ª giornata | Osijek      | 0 – 0 referto | Dinamo Zagabria | Stadio Gradski vrt (5 127 spett.)\| Arbitro: \| Mario Zebec \| |
| Arbitro:                                    | Mario Zebec |               |                 |                                                                |

| Arbitro: | Duje Strukan |

|           |           |           |
| Čolak 34’ | Marcatori | 86’ Žaper |

| Arbitro: | Igor Pajač |

|           |           |  |
| Mance 34’ | Marcatori |  |

| Pola 31 agosto 2019, ore 21:00 7ª giornata | Istria 1961 | 0 – 0 referto | Osijek | Stadio Aldo Drosina (1 956 spett.)\| Arbitro: \| Marko Matoc \| |
| Arbitro:                                   | Marko Matoc |               |        |                                                                 |

| Arbitro: | Duje Strukan |

|                     |           |                             |
| Marić 26’ Silva 42’ | Marcatori | 89’ Đurasek 90+2’ Lisakovič |

| Arbitro: | Ivan Bebek |

|                         |           |          |
| Halilović 37’ Tolić 88’ | Marcatori | 7’ Marić |

| Arbitro: | Duje Strukan |

|  |           |                                          |
|  | Marcatori | 25’ Mance 35’ Marić 41’ L’opa 71’ Škorić |

| Arbitro: | Ivan Vučković |

|                            |           |            |
| Marić 66’ (rig.) Mance 75’ | Marcatori | 54’ Lovrić |

| Arbitro: | Marin Vidulin |

|                        |           |                                            |
| Serderov 32’, 43’, 63’ | Marcatori | 27’ (rig.) Marić 72’ L’opa 90+2’ Špoljarić |

| Arbitro: | Igor Pajač |

|             |           |  |
| Kądzior 42’ | Marcatori |  |

| Arbitro: | Fran Jović |

|                               |           |                       |
| Marić 65’ L’opa 79’ Žaper 88’ | Marcatori | 37’ Čolak 45’ Župarić |

| Arbitro: | Igor Pajač |

|                                |           |                     |
| Caktaš 22’ Eduok 41’ Jairo 72’ | Marcatori | 43’ Žaper 52’ Marić |

| Arbitro: | Duje Strukan |

|                    |           |  |
| Marić 90+4’ (rig.) | Marcatori |  |

| Arbitro: | Marin Vidulin |

|             |           |           |
| Glavica 77’ | Marcatori | 37’ Marić |

| Arbitro: | Ivan Bebek |

|                                                         |           |  |
| Marić 54’ (rig.) Pilj 78’ Kleinheisler 82’ Bočkaj 90+1’ | Marcatori |  |

| Arbitro: | Marko Matoc |

|                                       |           |                     |
| Marić 3’, 54’ (rig.) Kleinheisler 65’ | Marcatori | 51’ Lulić 72’ Božić |

| Velika Gorica 2 febbraio 2020, ore 17:30 20ª giornata | HNK Gorica   | 0 – 0 referto | Osijek | Stadion Radnik (1 817 spett.)\| Arbitro: \| Duje Strukan \| |
| Arbitro:                                              | Duje Strukan |               |        |                                                             |

| Arbitro: | Marin Vidulin |

|           |           |           |
| Marić 37’ | Marcatori | 32’ Conev |

| Arbitro: | Mario Zebec |

|                  |           |  |
| Marić 77’ (rig.) | Marcatori |  |

| Arbitro: | Duje Strukan |

|            |           |  |
| Gorgon 11’ | Marcatori |  |

| Osijek 29 febbraio 2020, ore 15:00 24ª giornata | Osijek     | 0 – 0 referto | Hajduk Spalato | Stadio Gradski vrt (6 593 spett.)\| Arbitro: \| Fran Jović \| |
| Arbitro:                                        | Fran Jović |               |                |                                                               |

| Arbitro: | Mario Zebec |

|          |           |  |
| Delić 2’ | Marcatori |  |

| Arbitro: | Ante Čuljak |

|                      |           |  |
| Lončar 25’ Marić 27’ | Marcatori |  |

| Arbitro: | Ivan Bebek |

|  |           |            |
|  | Marcatori | 22’ Bočkaj |

| Koprivnica 13 giugno 2020, ore 20:00 28ª giornata | Slaven Belupo | 0 – 0 referto | Osijek | Stadio municipale Ivan Kušek-Apaš (0 spett.)\| Arbitro: \| Mario Zebec \| |
| Arbitro:                                          | Mario Zebec   |               |        |                                                                           |

| Arbitro: | Mario Zebec |

|                     |           |              |
| Marić 35’ Žaper 57’ | Marcatori | 90+2’ Lovrić |

| Arbitro: | Duje Strukan |

|  |           |           |
|  | Marcatori | 67’ Marić |

| Zagabria 27 giugno 2020, ore 20:00 31ª giornata | Dinamo Zagabria | 0 – 0 referto | Osijek | Stadion Maksimir (1 703 spett.)\| Arbitro: \| Ivan Bebek \| |
| Arbitro:                                        | Ivan Bebek      |               |        |                                                             |

| Arbitro: | Duje Strukan |

|           |           |  |
| Mance 53’ | Marcatori |  |

| Arbitro: | Mario Zebec |

|  |           |            |
|  | Marcatori | 15’ Bočkaj |

| Arbitro: | Marko Matoc |

|                       |           |  |
| L’opa 45+2’ Mance 82’ | Marcatori |  |

| Arbitro: | Ivan Vučković |

|             |           |  |
| Drožđek 39’ | Marcatori |  |

| Arbitro: | Duje Strukan |

|           |           |                             |
| Marić 57’ | Marcatori | 53’ Jakić 88’ (aut.) Lončar |

### Coppa di Croazia
| Arbitro: | Mario Zebec |

|  |           |                                                                                     |
|  | Marcatori | 15’ (rig.) Marić 44’, 49’, 52’ Mance 60’ Škorić 62’ L’opa 66’ Mbakogu 82’ Dugandžić |

| Arbitro: | Marko Matoc |

|  |           |                                      |
|  | Marcatori | 28’, 86’ Špoljarić 32’ Antonio Mance |

| Arbitro: | Ivan Bebek |

|  |           |                     |
|  | Marcatori | 1’ Marić 79’ Bočkaj |

| Arbitro: | Igor Pajač |

|                                       |           |                 |
| Murić 66’ Čolak 74’ (rig.) Yatéké 86’ | Marcatori | 16’, 48’ Bočkaj |

### UEFA Europa League
| Arbitro: | Paolo Valeri |

|             |           |  |
| Evandro 53’ | Marcatori |  |

| Arbitro: | Robert Schörgenhofer |

|                                |                      |                                   |
| Majstorović 28’                | Marcatori            |                                   |
| L’opa Bočkaj Škorić Pilj Marić | Tiri di rigore 3 – 4 | Tiago Carey Geferson Bodurov Sowe |